# Bruchtektonik
Mit Bruchtektonik oder Bruchschollentektonik werden geodynamische Prozesse bezeichnet, bei denen Erdkrustenbereiche, die Bruchschollen, sich entlang mehr oder weniger vertikaler Verwerfungsflächen bewegen. Größere herausgehobene Bruchschollen oder Schollenkomplexe, die sich an der Erdoberfläche deutlich über ihr Umland erheben, werden als Bruchschollengebirge bezeichnet.
Von Bruchtektonik zu unterscheiden sind Faltentektonik (bruchlose Verformungen) und Deckentektonik (Bewegung entlang mehr oder weniger horizontaler Verwerfungsflächen).

## Bruchschollengebirge und Grabenbrüche
Ursache für die Bildung von Bruchschollengebirgen sind tektonische Spannungen, die oft im Zusammenhang mit plattentektonischen Prozessen stehen. Im Gegensatz zu Faltengebirgen (Kollisionsorogenen), die in der Kollisionszone an den Plattenrändern entstehen, bilden sich Bruchschollengebirge in einer gewissen Entfernung von den Rändern der kollidierenden Krustenblöcke. Man spricht dabei auch von Intraplattendeformation.

Schematische Darstellung einer Horst- und Grabenstruktur mit dazwischenliegenden Scherzonen

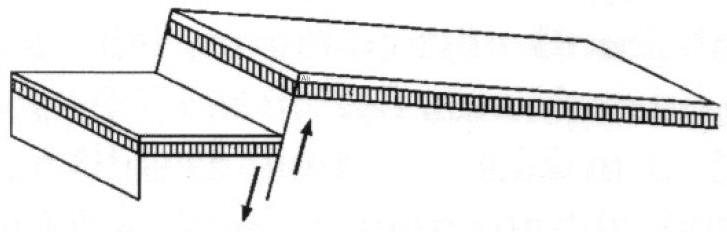
Schematische Darstellung einer Pultscholle

Durch die tektonischen Spannungen werden in der Kruste des Platteninneren entweder neue Verwerfungen geschaffen oder alte, bereits existente Verwerfungen reaktiviert. Bei einem Bruchschollengebirge wird ein verwerfungsbegrenzter Krustenblock aus dem Untergrund herausgehoben. Eine solche herausgehobene Scholle wird auch als Horst bezeichnet. Ein Gebirge bildet sich jedoch nur dann, wenn die Hebung schneller abläuft als die Erosion, von der die in Hebung befindliche Scholle an der Erdoberfläche angegriffen wird. Ein klassisches Beispiel für ein Bruchschollengebirge bietet der Harz.
Erfolgt die Hebung an einer Seite der Scholle stärker als an den anderen Seiten, so spricht man auch von einer Pultscholle. Ein typisches Pultschollengebirge ist das Erzgebirge.
Sowohl beim Harz als auch beim Erzgebirge ist durch die Heraushebung der Scholle und das Wirken der Erosion altes variszisches Grundgebirge freigelegt worden. Man spricht in diesen Fällen deshalb auch von Grundgebirgsaufbrüchen.
Während der Harz durch kompressive Spannungen (Krustenstauchung) aus dem Untergrund herausgedrückt wurde, kann Bruchtektonik auch extensiv sein, d. h., auf Krustendehnung zurückgehen. So wird angenommen, dass der Oberrheingraben und die ihn flankierenden Horste mit den Vogesen und dem Pfälzerwald im Westen sowie dem Schwarzwald und Odenwald im Osten auf Dehnungsspannungen zurückgehen, die quer zu den von den Alpen ausgehenden Kompressionsspannungen wirkten. Auch die Basin-and-Range-Provinz in Nordamerika ist das Ergebnis einer weitreichenden Krustendehnung, wahrscheinlich verursacht durch ein Nachlassen der Kompressionsspannungen auf das Innere des Kontinents, die mit der Subduktion der Farallon-Platte am Westrand Nordamerikas im Zusammenhang stehen.